# Carola

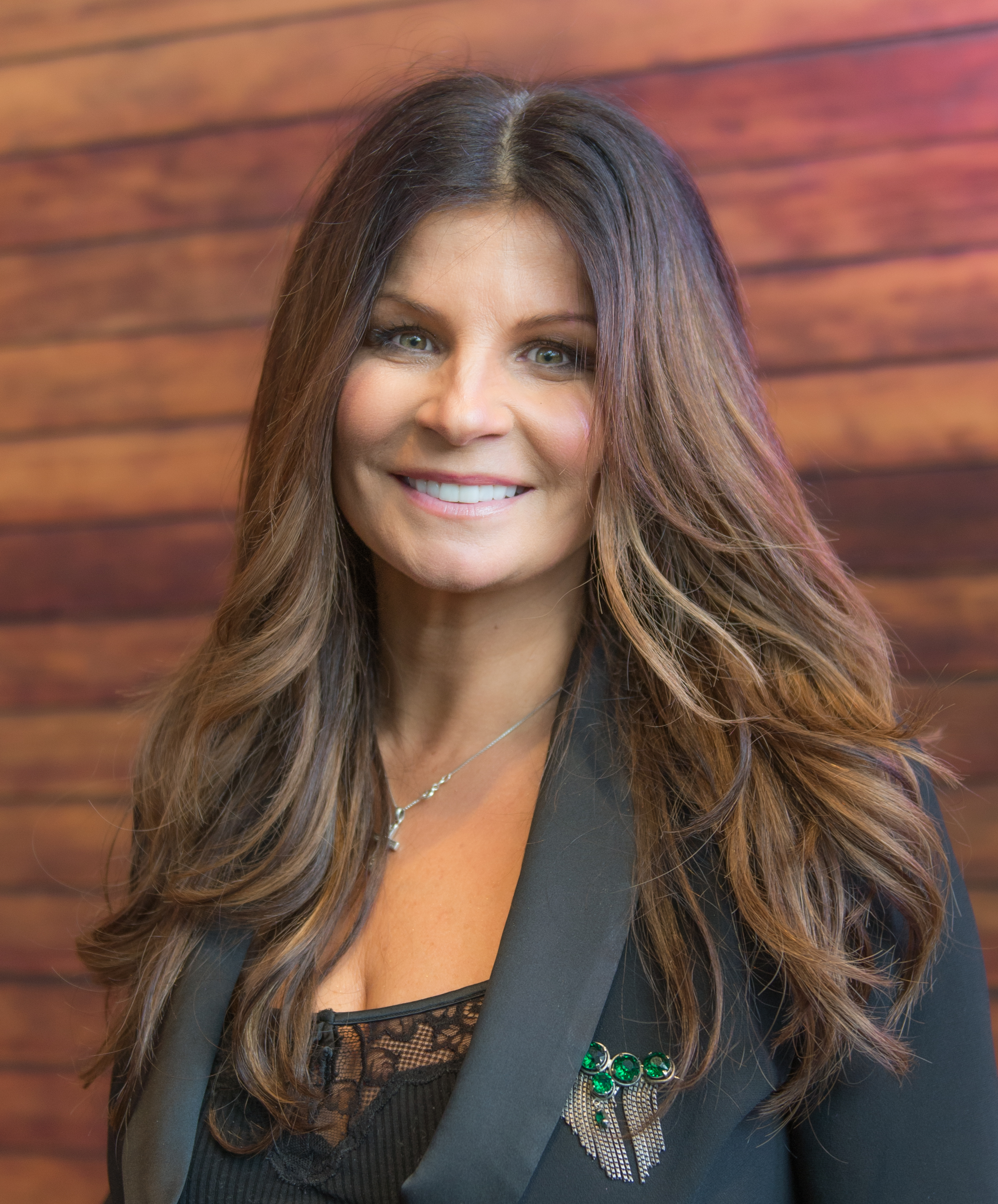
Carola Häggkvist

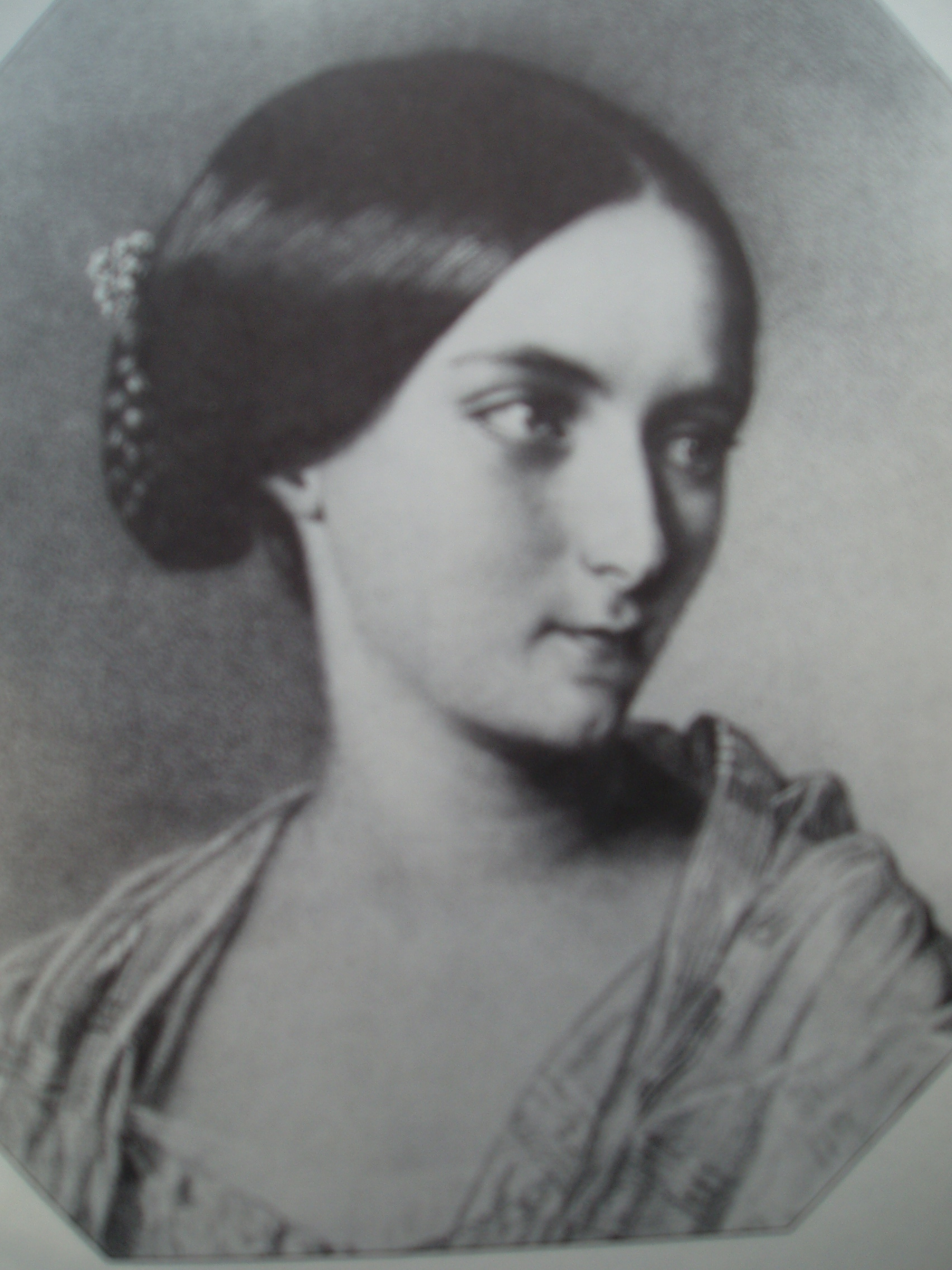
Carola av Wasa

Carola eller Karola är ett kvinnonamn, en femininform av Carolus som är en latinisering av det fornnordiska namnet Karl. Namnet betyder fri man.
Det äldre uttalet i Sverige är [ˈkɑːrɔla] med betoning på första stavelsen i likhet med det latinska mansnamnet Carolus. Senare har namnet med betoning på andra stavelsen [kaˈroːla] blivit det vanliga – så uttalas exempelvis Carola Häggkvist eller namnet i sången Carola av Robert Broberg från 1969.
Namnet har funnits i Sverige sedan mitten av 1700-talet. Namnet var speciellt populärt på 1960-talet men har sedan dalat i topplistorna.[källa behövs]
Den 31 december 2014 fanns det totalt 8 970 kvinnor folkbokförda i Sverige med namnet Carola eller Karola, varav 4 788 bar det som tilltalsnamn.
Namnsdag i Sverige: 20 maj (1993–2000: 3 december). I den finlandssvenska namnsdagslängden har Carola namnsdag 28 januari sedan 1973. Före det hade Karola namnsdag, med denna stavning, 27 oktober 1950–1972.

## Personer med namnet Carola
- Carola, dogaressa av Venedig
- Carola av Wasa, drottning av Sachsen
- Carola Anding, tysk skidåkare
- Carola Cederström, svensk skulptör
- Carola Hansson, svensk författare
- Carola Häggkvist, svensk artist
- Carola Magnusson, svensk kokboksförfattare
- Karola Pålsson, svensk pedagog
- Carola Siekas Kostenius, svensk författare
- Carola Standertskjöld, finländsk jazz- och schlagersångerska
- Carola Söberg, svensk fotbollsspelare
- Carola Zirzow, tysk kanotist